# Ernestina Edem Appiah
Ernestina Edem Appiah (nascida em 1977) é uma empreendedora social ganense. Ela fundou o Ghana Code Club como um programa extracurricular para ensinar as crianças a escrever programas de computador. Ela entrou na lista da BBC das 100 mulheres mais inspiradoras do mundo em 2015.

## Biografia
Ernestina Edem Appiah nasceu em 1977, em Gana, na África. Ela foi selecionada entre a lista da British Broadcasting Corporation das mulheres mais inspiradoras em 2015, a única mulher ganense a entrar na lista naquele ano. Ela fundou o Ghana Code Club como uma empresa social não-governamental que "ensina às crianças habilidades de programação de computadores", trabalhando com professores de Tecnologia da Informação e Comunicação em escolas básicas para desenvolver programas que possam permitir que os professores ensinem as crianças como "fazer jogos de computador, animações e sites".
Ernestina é Assistente Virtual por formação e já teve seu próprio negócio de assistência virtual.[carece de fontes?]
Ela fundou a sua primeira ONG em 2007, a Healthy Career Initiative, como forma de partilhar e orientar meninas em TIC. Isto deu origem ao Ghana Code Club, estabelecido no mesmo ano.